# دراسة الطبقات الحيوية

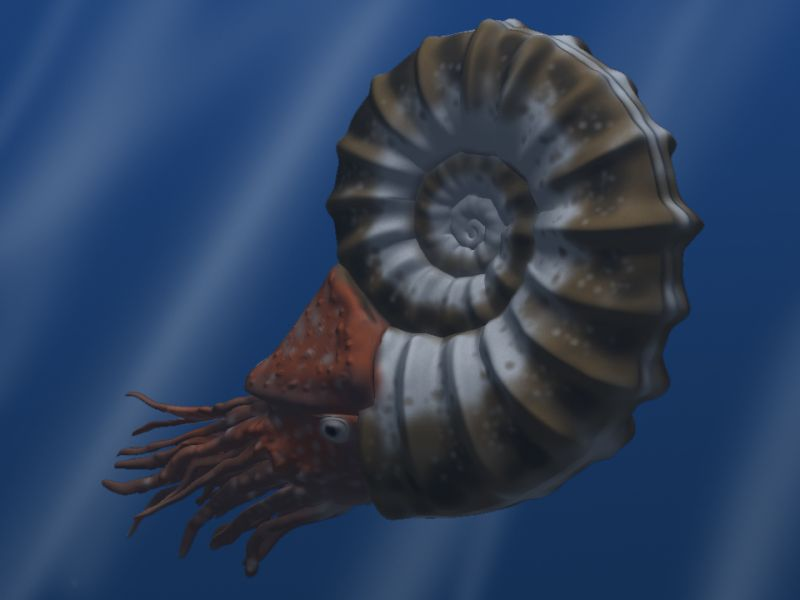
أمونيت.

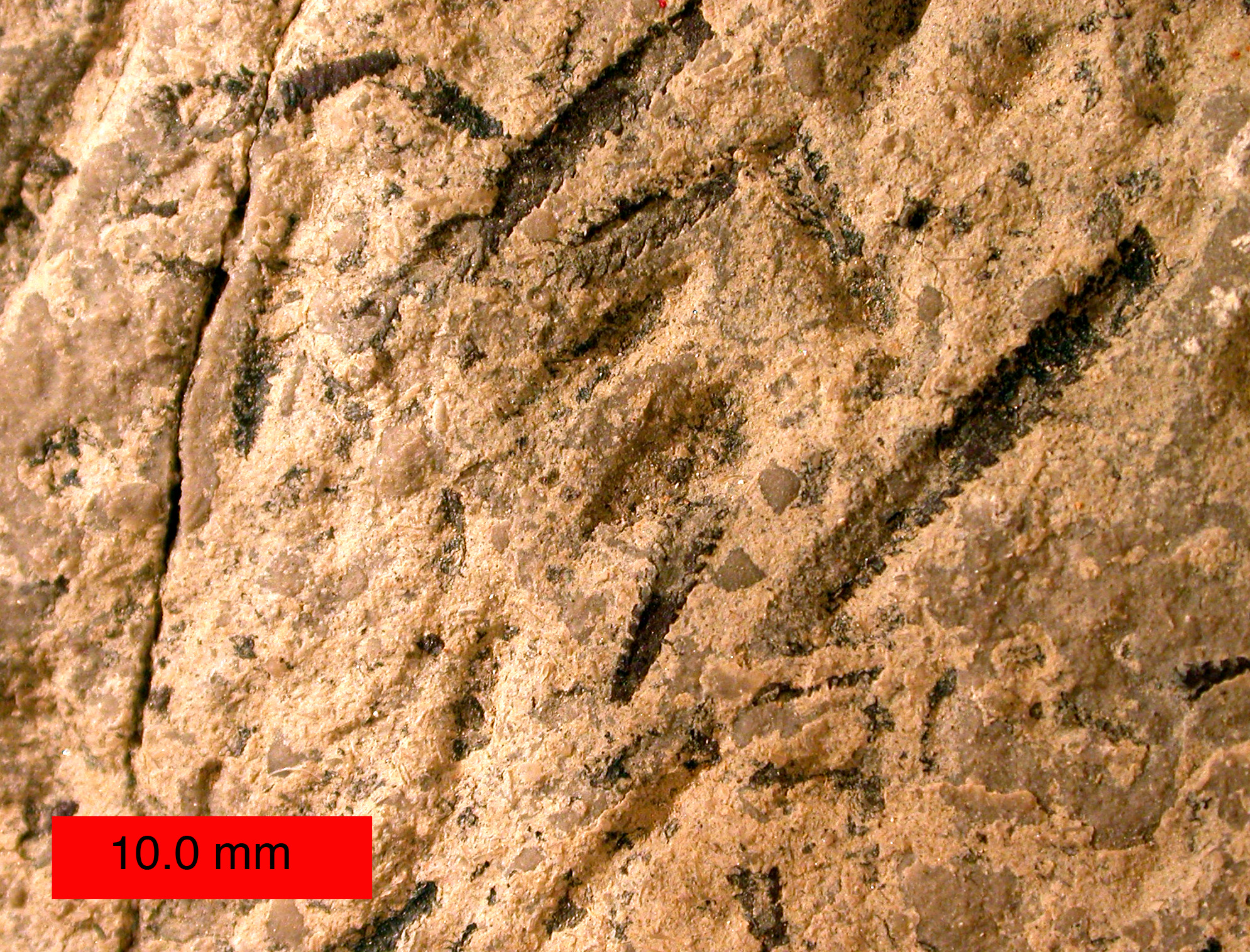
جربتوليت

دراسة الطبقات الحيوية في الجيولوجيا (بالإنجليزية: Biostratigraphy) هي أحد فروع دراسة طبقات الأرض التي تركز على دراسة العلاقات المميزة لطبقات كل حقبة زمنية بواسطة مقارنة مجموعة الأحفوريات الموجودة فيها. والغرض من تلك المقارنة هو بيان أن أفق معين في أحد المقاطع الجيولوجية يمثل نفس الحقبة الزمنية للأفق آخر لمقطع في مكان آخر. وتساعد الأحفوريات في تلك المقارنة حيث أن ترسيبات عصر معين قد تبدو مختلفة تماما بسبب المتغيرات المحلية للترسيبات في أجوائها المحيطة. وعلى سبيل المثال، ربما كان تكوين أحد الطبقات من الطفلة والمرمر بينما تكون طبقة أخرى تحتوي على حجر جيري، ولكن إذا تماثلت أنواع الأحفوريات في كلتى الطبقتين، فيمكن إثبات أن ترسيبات الطبقتين قد تمت في نفس الحقبة الزمنية.
ومن الأحفوريات التي تستخدم كثيرا كمؤشرات أحفورية في دراسة الطبقات الحيوية، أحفوريات الأمونايت والجربتوليت والتريلوبايت. كما تستخدم الاحفوريات المجهرية مثل أكريتارش والشتينوزوا وحبوب اللقاح. والاعتماد في الدراسة على أنواع من الأحفوريات يسمح بتعيين العصور المختلفة : فالتريليوبت عل سبيل المثال توجد في ترسيبات العصر الكمبري. ويعتمد الجيولوجي على احفوريات كثيرة الانتشار على المستوي الجغرافي. ويحبذ أن يكون عمر الأحياء التي أصبحت أحفوريات قصيرا بحيث تكون الحقبة الزمنية المعينة قصيرة محددة. وكلما كان عمر الأحياء المكونة للأحفوريات طويلا، كلما قلت دقة تحديد عمر طبقاتها. لذلك فحيوان قصير العمر مثل الأمونيت يكون محبذا عن كائن يعمر طويلا مثل الناوتيلويد nautiloid. وعادة تعتمد دراسة الطبقات الحيوية وتحديد عمر الطبقة على مجموعة الكائنات الحية التي عاشت في تلك العصور من نبات وحيوان بحيث يكون تحديد عمر الطبقات تحديا دقيقا. وعلى سبيل المثال فقد أتخذت أحفورة التريبتيخنوس بيدوم في الماضي لتعريف بداية العصر الكمبري ،ثم اتضح وجودها أيضا في طبقات أقدم من ذلك.

وكانت مجموعات الأحفوريات تستخدم لتعيين فترة العصور. وحيثما كان تغير كبير في النبات والحيوان يلزم في الماضي لتحديد طبقة جديدة، فإن معظم العصور التي نعترف بها اليوم تنتهي بانقراض للحيوان كبير أو تحول كبير للنبات والحيوان.

## الحفريات كقاعدة للتقسيم الطبقي

### مفهوم المرحلة
المرحلة هي قسم فرعي رئيسي للطبقات، كل واحدة تلي الأخرى بأنتظام وتحمل تجمعات أحفورية فريدة. لذا، يمكن تعريف المراحل كمجموعة من الطبقات التي تحتوي على نفس التجمعات الأحفورية الرئيسية. وينسب هذا المفهوم لعالم الأحياء القديمة الفرنسي اللسيد دي أوربجني (Alcide d'Orbigny). وهو يعين اسم المراحل بعد تحديد المواقع الجغرافية لمقاطع جيدة من الطبقات الصخرية التي تحمل صفات الحفريات التي تستند عليها المراحل.

### مفهوم المنطقة
في عام 1856 قدم عالم الأحياء القديمة الألماني ألبرت أوبل مفهوم المنطقة (المعروفة أيضا باسم المناطق-الحيوية أو منطقة أوبل). تشمل المنطقة الطبقات المتميزة بتداخل مجموعة من الحفريات. أنها تمثل الفترة الزمنية الفاصلة بين ظهور الكائنات المختارة في قاعدة المنطقة وظهور الكائنات الأخرى المختارة في القاعدة التالية. تتم تسمية المناطق باسم (أوبل) بعد تحديد الكائنات الأحفورية المميزة، وتسمى الفهرس الأحفوري. فهرس الحفريات هي واحدة من كائنات تجمع الكائنات التي تتميز بها المنطقة.

## اقرأ أيضا
- أحفورة
- مؤشر أحفوري